# Andreas Duhm
Andreas Gerhard Duhm (* 22. August 1883 in Göttingen; † 23. November 1975 in Heidelberg) war ein deutscher, der nationalsozialistischen Ideologie nahestehender evangelischer Theologe, Pfarrer, Hochschullehrer und Schachspieler.

## Leben und Wirken
Duhm war der jüngste Sohn des Theologen Bernhard Duhm und seiner Frau Helene Bunjes (1853–1884), einer Tochter des Lehrers und Organisten Dirk Gerdes Bunjes, die er 1877 geheiratet hatte. Andreas und seine zwei Brüder Hans (1878–1946) und Dietrich (1880–1954) waren alle Schweizer Meister im Schach. Aber auch schon der Vater der drei Brüder konnte meisterhaft Schach spielen; er erhielt 1888 einen Lehrstuhl in Basel, so dass die Familie zunächst in der Schweiz aufwuchs.
Auch Andreas Duhm studierte Theologie und habilitierte sich 1927. Er lehrte an der Universität Heidelberg Praktische Theologie. Von Januar bis April 1940 vertrat er den Lehrstuhl für Praktische Theologie an der Universität Kiel. Schon in seiner Dissertation – zum doctor theologiae – vertrat er die Vorstellung eines „germanisch-christlichen Christentums“. Diesem stellte er die „jüdische Religion und deren Denken“ gegenüber, die Duhm ablehnte und zu seiner Begründung auf die christliche Sünden- und Rechtfertigungslehre verwies. Er stand der nationalsozialistischen Ideologie wohlwollend gegenüber, so entwarf er 1932 eine „Theorie von der inneren Affinität“, die „freie Theologie“ und „völkische Bewegung“ miteinander verbinden sollte.
Im Mai 1933 trat er der kurz zuvor gegründeten Strömung der Deutschen Christen bei, die antisemitisch ausgerichtet war und sich am Führerprinzip ausrichtete. 1934 wurde er Pfarrer in Wehr (Baden). 1941 kam er als Pfarrer an die Erlöser-Gemeinde in Seckenheim. Seine Ideologie führte zu einer Spaltung der Gemeinde. Nach dem Zweiten Weltkrieg wurde er suspendiert, als Hochschullehrer entlassen und als Pfarrer 1946 in den Ruhestand versetzt.
Duhm gewann drei Schweizer Schachmeisterschaften, in Bern 1900, St. Gallen 1901 (gemeinsam mit Max Pestalozzi, Hans Duhm und Eugen Meyer) und in Basel 1913, im Jahre 1911 in Karlsruhe, in Kitzingen 1913 und in Heidelberg 1913. Er belegte 1914 in Montreux mit Alexander Iljin-Schenewski den 4. bis 5. Platz und belegte 1921 in Baden-Baden den 4. Platz (der 3. Badischen Kongress).
Er verwendete den Begriff „Fernschach“ in der Schweizerischen Schachzeitung.
Das Diemer-Duhm-Gambit geht auf Andreas Duhm zurück, der es 1907/08 in einem Fernturnier spielte. Mehrere Jahrzehnte später nahm Emil Joseph Diemer diese Eröffnung wieder auf.

## Veröffentlichungen (Auswahl)
- Paradoxe Jesusworte in der Predigt. Heinsius, Leipzig 1927
- Der Kampf um die deutsche Kirche. Eine Kirchengeschichte des Jahres 1933 / 34 dargestellt für das deutsche Volk. Leopold Klotz Verlag, Gotha 1934
- Gottesdienst im ältesten Christentum. (=Band 133, Sammlung gemeinverständlicher Vorträge und Schriften aus dem Gebiet der Theologie und Religionsgeschichte) Mohr, Tübingen 1928